# David Cameron

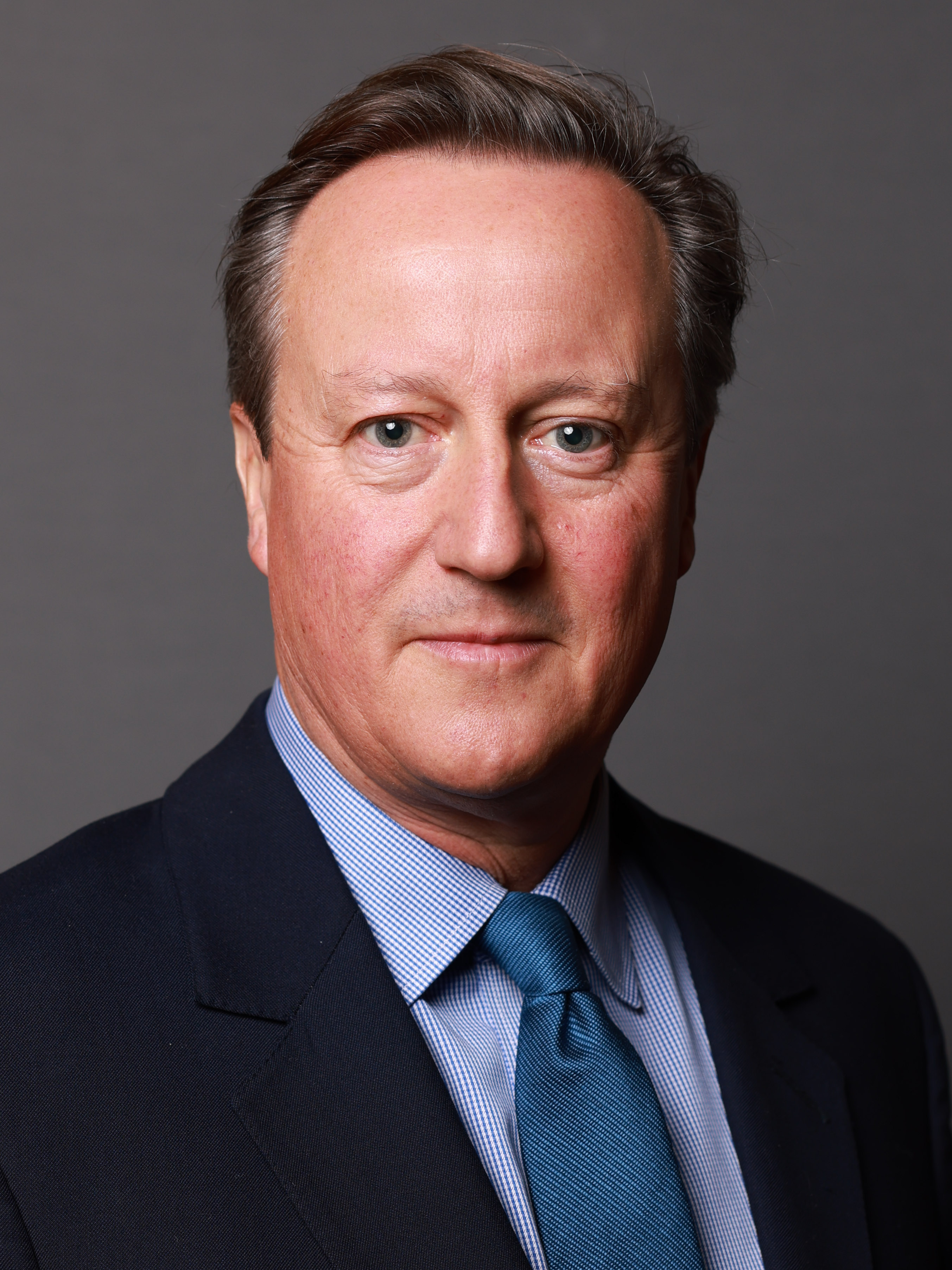
David Cameron (2023)

David William Donald Cameron, Baron Cameron of Chipping Norton PC (* 9. Oktober 1966 in London) ist ein britischer Politiker (Conservative Party). Er war vom 11. Mai 2010 bis zum 13. Juli 2016 Premierminister des Vereinigten Königreichs und von 2005 bis 2016 Parteiführer der Conservative Party. Cameron war Initiator des Referendums über die Unabhängigkeit Schottlands sowie des Brexit-Referendums. Nach der Entscheidung der britischen Wähler für den Austritt des Vereinigten Königreiches aus der Europäischen Union trat er zurück. Seine Nachfolgerin im Amt des Premierministers wurde am 13. Juli 2016 Innenministerin Theresa May. Vom 3. November 2023 bis 5. Juli 2024 kehrte er als Außenminister im Kabinett von Rishi Sunak vorübergehend in die Politik zurück.

## Leben
David Cameron wuchs als drittes von vier Kindern in Peasemore (Berkshire) in England auf. Seine Mutter ist Mary Fleur Mount, eine Tochter von Sir William Malcolm, dem zweiten Baronet Mount. Sein Vater Ian Donald Cameron (1932–2010) arbeitete als Börsenmakler und war eine Zeitlang Chairman des prestigeträchtigen Londoner White’s Club.
David Cameron verbrachte seine Schulzeit auf zwei renommierten privaten Schulen: zunächst auf der Heatherdown School, einer Vorbereitungsschule in Winkfield (nahe Ascot), und dann am Eton College. Sein frühes Interesse galt der Kunst. Nach einem Gap Year, in dem er in Hongkong für Jardine Matheson Holdings und als Assistent für den konservativen Abgeordneten Tim Rathbone (1933–2002) arbeitete, studierte er am Brasenose College an der University of Oxford. Während seines Studiums war er Mitglied der exklusiven Studentenvereinigung Bullingdon Club; politischen Debattierclubs trat er nicht bei.
Einer seiner Professoren, Vernon Bogdanor, bezeichnete ihn als einen seiner fähigsten Studenten und beschrieb seine politischen Ansichten als die eines gemäßigten und vernünftigen Konservativen. 1988 beendete Cameron sein Studium in dem interdisziplinären Studiengang PPE (Philosophy, Politics and Economics) mit Auszeichnung.
Von 1988 bis 1992 arbeitete Cameron im Conservative Research Department der Conservative Party, das damals weithin als eine Kaderschmiede für zukünftige konservative Führungskräfte galt; zuständig war er für den Bereich Trade and Industry, Energy and Privatisation (Handel und Industrie, Energie und Privatisierung). Seine Aufgaben umfassten dabei auch das Redenschreiben und die Vorbereitung auf öffentliche Auftritte von Kabinettministern. 1991 arbeitete er auch im Beratungsteam von Premierminister John Major in der Downing Street, um diesen für die damals noch zweimal wöchentlich stattfindenden Prime Minister’s Questions mit Material vorzubereiten. Außerdem wurde er später persönlicher Berater der Regierung unter John Major, zunächst als Berater des britischen Schatzamtes unter Norman Lamont; in dieser Zeit ereignete sich die Pfundkrise am „Schwarzen Mittwoch“ 1992, welche Majors Regierung einen schweren Schlag versetzte. Danach folgte eine Zeit im britischen Innenministerium für Michael Howard. In dieser Zeit freundete sich Cameron mit anderen aufstrebenden jungen Tories wie Ed Vaizey, Steve Hilton und Edward Llewellyn an.
1994 wechselte Cameron in die Wirtschaft. Von 1994 bis 2001 war er beim Medienunternehmen Carlton Communications tätig und stieg innerhalb von zwei Jahren zum Director of Corporate Affairs auf. Bis August 2005 war er Manager bei Urbium plc, einem Unternehmen, das eine Kette von Bars namens 'Tiger Tiger' betreibt. Im Juni 2001 wurde er ins britische Unterhaus gewählt.

## Familie

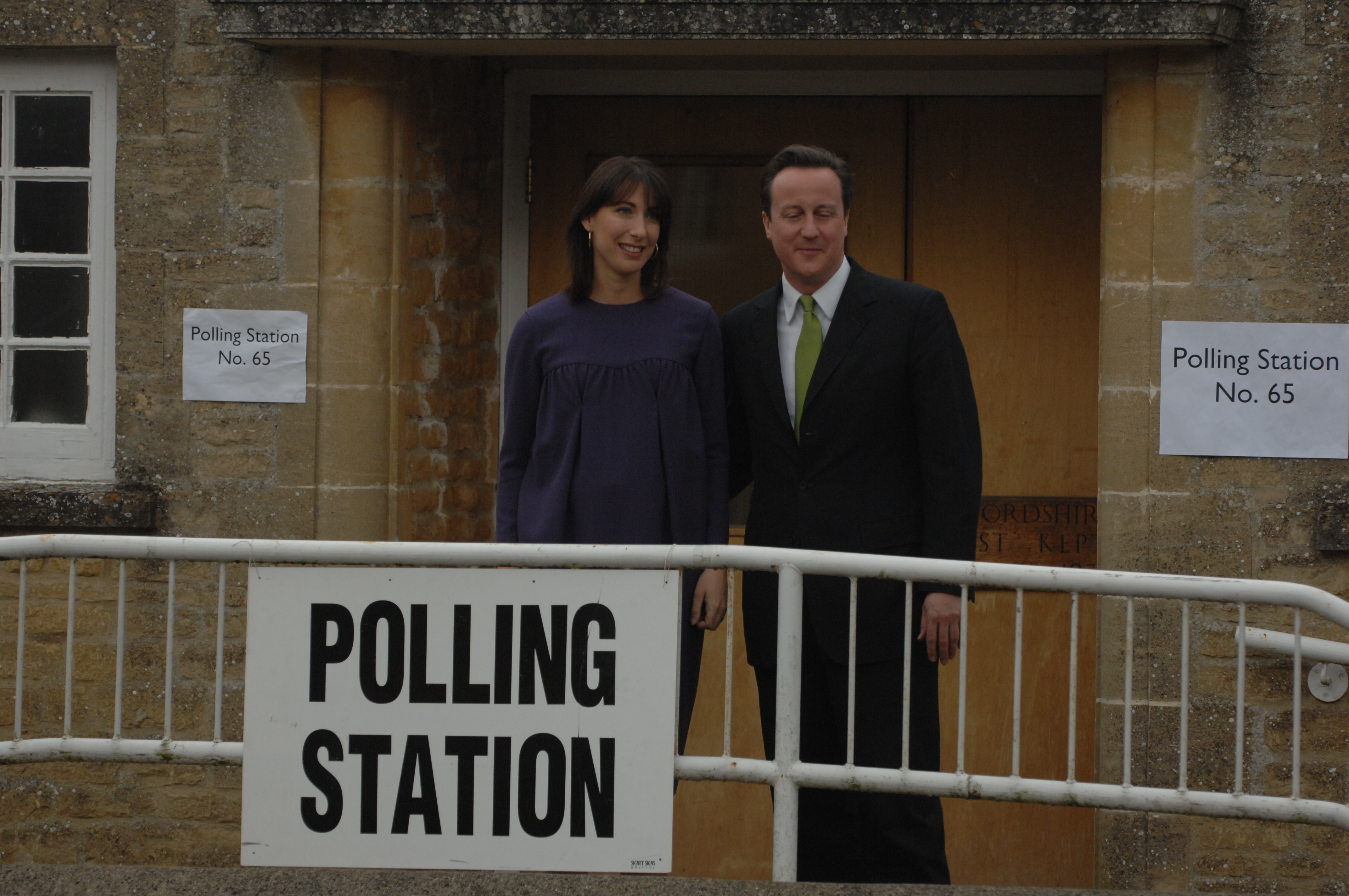
Cameron und seine Frau vor dem Wahllokal bei den Parlamentswahlen 2010

David Cameron heiratete am 1. Juni 1996 Samantha Sheffield (* 1971). Mit ihr hat er vier Kinder, von denen der 2002 geborene Sohn Ivan an zerebraler Kinderlähmung und schwerer Epilepsie litt und am 25. Februar 2009 im Alter von sechs Jahren starb. Ivan galt als privater Mittelpunkt für Cameron und seine Familie. Ungewöhnlich öffentlich nahmen auch das britische Unterhaus sowie weite Teile der Bevölkerung an der Trauer der Familie Anteil.
Sowohl David Cameron, der ein Nachfahre von Wilhelm IV. ist, als auch seine Frau Samantha, deren Abstammung auf König Karl II. zurückgeht, sind weitläufig mit dem britischen Königshaus verwandt und gehören der englischen Landeskirche Church of England an.

## Politische Karriere
Cameron bewarb sich 1997 erstmals um ein Mandat im Unterhaus und trat dabei als Kandidat der Conservative Party für den umkämpften Wahlkreis Stafford an. Er unterlag dem Kandidaten der Labour Party David Kidney. Für die Wahl 2001 gelang es ihm, im Wahlkreis Witney, Oxfordshire, einem traditionell konservativ dominierten Wahlkreis, als Nachfolger von Shaun Woodward, der zu Labour gewechselt war, für die Konservativen zu kandidieren. Er gewann diesen Wahlkreis sowohl bei der Unterhauswahl im Juni 2001 als auch bei späteren Wahlen mit einer komfortablen Mehrheit.
In Bezug auf die Befürwortung des Irakkrieges folgte Cameron, wie auch in anderen Fragen, der offiziellen Parteilinie. Anders als seine langjährigen Freunde und engen Verbündeten Michael Gove und George Osborne, die beide den Krieg und die neokonservative Agenda voll unterstützten, schwenkte Cameron erst nach anfänglichem Zögern auf die Linie der Blair-Regierung und der konservativen Führung. Seine Entscheidung begründete er damit, dass er die special relationship zwischen den USA und Großbritannien, die er für „instrumental“ für den Fortbestand der NATO und die Friedensordnung nach 1945 hielt, anderenfalls für gefährdet ansah.
Cameron hielt seine erste Rede im House of Commons noch im Juni 2001 und wurde auch schon im Juni 2003 Mitglied des Schattenkabinetts und Shadow Deputy Leader of the House of Commons. 2004 wurde er zu einem führenden Schattenminister ernannt.
Am Entwurf des Wahlmanifests 2005 der Tories war er maßgeblich beteiligt. Nach der Wahlniederlage der Konservativen bei der Unterhauswahl übernahm er einen kultusminister-ähnlichen Posten im Schattenkabinett. Sein Hauptaugenmerk richtete er auf Reformen im Schulsystem.

### Wahl zum Parteiführer

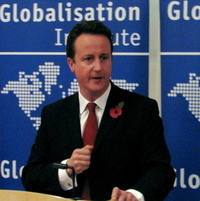
David Cameron 2006

Nach dem Sieg der Labour Party bei der Unterhauswahl im Mai 2005 gab der konservative Parteiführer Michael Howard seinen Rücktritt bekannt. Er legte den Termin für die Wahl seines Nachfolgers zunächst auf Anfang Dezember, um Zeit für eine Reform des komplizierten Wahlverfahrens zu gewinnen. Dies konnte er allerdings nicht durchsetzen.
Am 29. September 2005 gab Cameron offiziell seine Kandidatur für die Parteiführung bekannt. Er wurde dabei von vielen hochrangigen Parteikollegen unterstützt, hatte aber vor dem Parteitag der Konservativen Partei Anfang Oktober 2005 keine weitere nennenswerte Unterstützung bekommen. Ein bedeutender Wendepunkt seines innerparteilichen Wahlkampfes war seine Nominierungsrede auf dem Parteitag selbst. Neben seinem Versprechen, die inhaltliche Aufstellung und die damit einhergehende Wahrnehmung der Partei als elitär und altmodisch zu modernisieren, verbreiterte sein Verzicht auf einen Teleprompter und jegliche Notizen nach Einschätzung der BBC seine Stimmbasis in erheblichem Umfang.
Auch bei späteren bedeutenden Anlässen (zum Beispiel Parteitagen) sprach Cameron frei.
Im Laufe des Wahlkampfes zum Parteichef geriet Cameron wegen angeblichen früheren Drogenkonsums unter Druck. Als er am Rande einer Konferenz gefragt wurde, ob er Drogen genommen habe, antwortete er, er habe „normale“ Erfahrungen auf der Universität gemacht. Als er während der BBC-Sendung Question Time zu einer Antwort gedrängt wurde, bestand er darauf, dass jeder das Recht habe, in seiner Jugend Fehler zu machen, und Anspruch auf ein Privatleben vor der politischen Karriere habe. Er merkte zudem an, dass Mitglieder des regierenden Labour-Kabinetts auf solche Fragen auch nicht antworteten. Auch Camerons sozialer Hintergrund sorgte während des Wahlkampfes für Gesprächsstoff und wurde immer wieder mit der Aufsteigervita seines Rivalen David Davis verglichen.
Im ersten Wahlgang am 18. Oktober 2005 erzielte Cameron mit 56 Stimmen zwar ein besseres Ergebnis als erwartet, lag aber dennoch hinter David Davis, der 62 Stimmen erhielt. Im zweiten Wahlgang am 20. Oktober 2005 gewann Cameron haushoch gegen Davis. Daraufhin wurde nun eine Urwahl durchgeführt, bei der alle Parteimitglieder wahlberechtigt waren. Cameron erhielt mehr als doppelt so viele Stimmen wie Davis.
Cameron wurde am 6. Dezember als Parteiführer der Konservativen und gleichzeitig als Oppositionsführer vereidigt. Mit nur vier Jahren im Parlament war er der dienstjüngste Abgeordnete nach William Pitt dem Jüngeren, der jemals die Führung einer großen britischen Partei übernahm. Als Oppositionsführer wurde er Mitte Dezember 2005 zum Mitglied des Privy Council ernannt.

### Premierminister
Bei der Unterhauswahl am 6. Mai 2010 wurde Camerons Conservative Party die stärkste politische Kraft, erhielt aber keine absolute Mehrheit der Sitze. Es gab erstmals seit 1974 wieder ein hung parliament: Die stärkste Partei kann nicht aus eigener Kraft regieren, sondern ist auf einen Koalitionspartner angewiesen. Sowohl Cameron als auch Amtsinhaber Gordon Brown nahmen Koalitionsverhandlungen mit den Liberal Democrats auf.
Brown erklärte am 11. Mai die Verhandlungen der Labour Party mit den Liberaldemokraten für gescheitert und reichte sein Rücktrittsgesuch ein. Noch am selben Tag wurde Cameron von Elisabeth II. zum Premierminister ernannt und mit der Regierungsbildung beauftragt. Er bildete das Kabinett Cameron I.
Bei der Unterhauswahl am 7. Mai 2015 erreichten die Konservativen unter Camerons Führung entgegen allen Prognosen und Meinungsumfragen vor der Wahl knapp die absolute Mehrheit der Parlamentssitze (bei einem Stimmenanteil von 36,9 %). Cameron konnte nach der Wahl eine nur aus Konservativen bestehende neue Regierung bilden.
Nachdem beim Referendum am 23. Juni 2016 51,89 % der Abstimmenden für den Austritt des Vereinigten Königreichs aus der Europäischen Union votiert hatten, kündigte der Premierminister an, bis zum Oktober 2016 zurückzutreten.
Darauf meldeten Stephen Crabb, Liam Fox, Michael Gove, Andrea Leadsom und Theresa May aus der Fraktion ihre Kandidatur für das Amt des Premierministers an. Das 1922-Komitee organisierte den Ablauf der Wahl. Am 5. und 7. Juli 2016 fanden Vorwahlgänge innerhalb der Fraktion statt. Fox, Gove und Crabb schieden aus. Leadsom zog ihre Kandidatur am 11. Juli 2016 zurück und ermöglichte so Theresa Mays Amtsantritt als Premierministerin ohne parteiinterne Wahl. Am 13. Juli beantwortete David Cameron letztmals die Prime Minister’s Questions im Unterhaus. Anschließend trat er als Premierminister zurück; Theresa May wurde am selben Tag zu seiner Nachfolgerin ernannt. Nach dem Führungswechsel kehrte Cameron auf die backbenches zurück.

### Politische Standpunkte
Cameron beschrieb sich selbst vor seiner Wahl zum Premierminister als „modernen, mitfühlenden Konservativen“. Er plädierte für einen politischen Stilwechsel und äußerte, er habe vom Hin und Her der Regierung von Gordon Brown (2007–2010) genug.
Um die Popularität der Conservative Party zu steigern, sollte ihr Schwerpunkt in Zukunft auf für britische Konservative bislang eher untypischen Themen wie beispielsweise Umweltschutz liegen. In gesellschaftspolitischen Fragen gilt Cameron als liberaler als seine Amtsvorgänger, vor allem bezüglich des Themas Homosexualität. Cameron unterstützte 2004 bei einer Abstimmung im Parlament den Civil Partnership Act (die rechtliche Gleichstellung gleichgeschlechtlicher Partnerschaften – siehe Homosexualität im Vereinigten Königreich). Cameron nahm Bezug auf das berühmte Zitat von Margaret Thatcher, dass es so etwas wie Gesellschaft nicht gebe (“there is no such thing as society”) und betonte wiederholt, dass es Gesellschaft sehr wohl gebe, sie aber nicht mit dem Staat gleichzusetzen sei (“There is such a thing as society. It’s just not the same thing as the state.”).
Cameron setzte sich auch für einen Ausbau der gesetzlichen Krankenversicherung, einen Umbau des National Health Service und eine flexible Einwanderungspolitik ein.
Im Juli 2005 sagte er in einer Rede vor der Denkfabrik Zentrum für Soziale Gerechtigkeit, die größte Herausforderung, der sich Großbritannien stellen müsse, sei nicht die Bewältigung der wirtschaftlichen, sondern die Bewältigung der gesellschaftlichen Probleme. Cameron bezeichnete sein Konzept als Big Society. Um die „krankende Gesellschaft“ Großbritanniens wieder aufzubauen, wolle er traditionelle Werte, ehrenamtliche Arbeit und soziale Einrichtungen fördern. So sollten Probleme bekämpft werden, von denen so viele Gemeinden betroffen waren, wie heruntergekommene öffentliche Anlagen, schlechte Wohnverhältnisse, zerrüttete Familien, Drogenmissbrauch und hohe Kriminalität. Zuvor hatte er gesagt, die Konservativen sollten Kurse für Eltern unterstützen, die ihre Kinder nicht ausreichend fördern. Diese sollten vorzugsweise von ehrenamtlichen Mitarbeitern angeboten werden.
Camerons Erfolg bei der Wahl zum Parteiführer der Konservativen kann darauf zurückgeführt werden, dass ihm zugetraut wurde, frischen Wind in die Partei zu bringen, so wie Tony Blair (Premierminister 1997–2007) das seinerzeit in der Labour Party getan hatte. Nicht nur aufgrund seiner Jugend und Unerfahrenheit wurde Cameron wiederholt mit dem jungen Tony Blair verglichen; auch bei seinen rhetorischen Fähigkeiten, der Präsentation von Inhalten und in puncto Selbstdarstellung als unkonventioneller Politiker einer neuen Generation seien Parallelen zu Blair erkennbar. Beide haben Gemeinsamkeiten abgestritten, indem sie auf die Unterschiede ihrer politischen Überzeugung, beispielsweise hinsichtlich Europapolitik oder Steuerpolitik, hinwiesen.
Der zum konservativen Flügel der Church of England gehörende Peter Hitchens kritisierte 2005, Cameron habe die letzten Unterschiede zwischen seiner Partei und der etablierten Linken abgeschafft.

#### Europäische Union
Zu Beginn seiner Amtszeit unterstützte Cameron einen EU-Beitritt der Türkei.
Im Zuge der Finanzkrise des EU-Mitglieds Griechenland vertrat Cameron nachdrücklich die Position, dass das Vereinigte Königreich dem Euro nicht beigetreten und deshalb auch nicht verpflichtet sei, Geld für Griechenland zur Verfügung zu stellen (außer durch den IWF).
Nach Camerons eigenen Angaben (in der 2019 ausgestrahlten BBC-Dokumentation The Cameron Years) verhärtete sich seine Position gegen einige EU-Partner am 8. Dezember 2011, was ihn letztendlich zum Versprechen eines Brexit-Referendums führte. An diesem 8. Dezember hatten Angela Merkel und Nicolas Sarkozy eine Änderung des Lissabon-Vertrags gefordert, um den Euro zu stabilisieren. Cameron wollte dem nur zustimmen, wenn die anvisierte Vertragsänderung auch britische Interessen berücksichtige, was Merkel und Sarkozy ablehnten. Cameron legte daraufhin sein Veto gegen eine Änderung des Lissabonvertrages ein. Trotzdem vereinbarte eine Mehrheit der EU-Länder einen Untervertrag zur Stabilisierung des Euros. In Camerons Worten bedeutete dieses Ignorieren eines Vetos, dass die „Lage des Vereinigten Königreiches in der EU eigentlich zutiefst instabil“ war. Aufgrund dieser Erfahrung kam Cameron über Weihnachten 2011 zum Schluss, dass „wir in der Tat versuchen mussten, die Instabilität von Großbritanniens Position innerhalb der EU zu ankern, sichern und ordnen, und ich traf die Entscheidung, dass es Zeit war, sich in Richtung eines Referendums zu bewegen.“
In einer Rede am 23. Januar 2013 kritisierte Cameron die hohen Schulden, die „mangelnde Konkurrenzfähigkeit“, die „Denkverbote“ und das „sinkende Vertrauen der Menschen in die Institutionen Brüssels“ und kündigte eine Neuverhandlung der britischen EU-Verträge und einen anschließenden Volksentscheid zum Verbleib Großbritanniens in der EU an. Er betonte in seiner Rede allerdings auch die großen Errungenschaften der europäischen Einigung nach dem Zweiten Weltkrieg, schilderte (an die Adresse der britischen EU-Skeptiker gewandt) eindringlich die gravierenden Konsequenzen, die ein EU-Austritt für das UK haben würde, und äußerte die Hoffnung, dass es nicht dazu kommen möge. Die Äußerungen stießen bei den Partnern in der EU ganz überwiegend auf Unverständnis; bei Europaskeptikern fanden sie vereinzelt Beifall. In Großbritannien selbst wurde die Rede von Anhängern der Konservativen Partei sowie von Vertretern der UK Independence Party (UKIP) begrüßt, während sie von den Liberaldemokraten, u. a. deren Vorsitzendem und Minister im Kabinett Cameron I Nick Clegg, und führenden Labour-Politikern wie Peter Mandelson deutlich kritisiert wurde.
Der Historiker Dominik Geppert schrieb 2013, die negative Rezeption von Camerons Vorschlägen außerhalb seines eigenen Landes sei ein Indiz für den hohen emotionalen Gehalt der EU in anderen Staaten: „Unterschwellig fremdelten viele in Deutschland schon deswegen mit den Ausführungen des Premierministers, weil Cameron sich ausdrücklich dazu bekannte, die EU sei für die Briten eine praktische und keine emotionale Angelegenheit. Die Union sei ein Mittel zum Zweck von mehr Wohlstand, Stabilität, Freiheit und Demokratie in Europa, aber kein Ziel an sich. Jede Sakralisierung der europäischen Einigung ist den Briten fremd“.
Im Vorfeld des Brexit-Referendums äußerte Cameron 2016, ein Beitritt der Türkei in die Europäische Union werde „wahrscheinlich um das Jahr 3000 herum“ stattfinden.

#### Multikulturalismus
In einer Rede auf der Münchner Sicherheitskonferenz am 5. Februar 2011 erklärte Cameron den „staatlichen Multikulturalismus“ für gescheitert, der zu Segregation, Separatismus und schließlich islamistischem Extremismus und Terrorismus geführt habe. Stattdessen plädierte er für eine „gemeinsame nationale Identität“. Er forderte einen „aktiven und starken Liberalismus“ und kündigte an, gegen „islamistische, terrorfördernde Organisationen“ stärker vorzugehen. Cameron hatte bereits im Februar 2006 deutliche Kritik an der Idee geübt, dass „wir innerhalb Britanniens unterschiedliche Kulturen in einem Maß respektieren sollten, dass wir ihnen erlauben – und sie sogar dazu ermutigen – getrennt voneinander zu leben, untereinander abgesondert und abgesondert vom Mainstream“, und diese Idee als „Staats-Multikulturalismus“ bezeichnet. Speziell kritisierte er dabei den Vorstoß von Rowan Williams, dem Erzbischof von Canterbury, der sich für eine Erweiterung der Schari’a innerhalb des britischen Rechtssystems ausgesprochen hatte, und er behauptete, dieser „Staats-Multikulturalismus“ habe zum Verschwinden von Schülerinnen in Bradford und deren Zwangsverheiratung geführt. Der „Staats-Multikulturalismus“ habe zu finanziellen Zuwendungen für künstlerische und andere Projekte aufgrund ethnischer Hintergründe geführt, wobei es verschiedene Gruppen gebe, die vorgäben, bestimmte Minderheiten zu repräsentieren, dabei jedoch untereinander um Geld konkurrierten. Der „Staats-Multikulturalismus“ verführe die Leute dazu, verschiedene kulturell begründete Verhaltensweisen zu tolerieren, selbst wenn diese mit den Menschenrechten nicht vereinbar seien.

### Verwicklung in die Panama-Papers-Affäre
Anfang April 2016 gab Cameron in einem an der University of Exeter aufgezeichneten Fernsehinterview an, am Blairmore Investment Trust beteiligt gewesen zu sein. Die nach dem ehemaligen Familiensitz der Camerons in Schottland benannte Briefkastenfirma war von seinem verstorbenen Vater gegründet worden und wickelte in Steueroasen Firmenpapiere ab, um britische Steuern zu vermeiden. Der Name von Camerons Vater war in den sogenannten „Panama Papers“ aufgetaucht, deren Veröffentlichung unter anderem den isländischen Premierminister Sigmundur Davíð Gunnlaugsson zum Rücktritt gezwungen hatte. Cameron gab an, er habe gemeinsam mit seiner Ehefrau bis Januar 2010 Anteile im Wert von etwa 30.000 Pfund (ca. 37.000 Euro) an dem Trust besessen, diese aber vor seinem Amtsantritt als Premierminister verkauft und versteuert. Einige Labour-Abgeordnete forderten seinen Rücktritt, und auch die britische konservative Presse kritisierte Camerons Aussagestrategien bezüglich seiner Beteiligung an der Briefkastenfirma.
Unter dem Druck der öffentlichen Meinung machte Cameron am 10. April 2016 seine Steuererklärungen aus den Jahren 2009 bis 2016 öffentlich. Dabei wurde offenbar, dass er nach dem Tod seines Vaters im Jahr 2010 neben einer Erbschaft von 300.000 Pfund Sterling ein Geschenk von 200.000 Pfund von seiner Mutter erhalten hatte. Als Erklärung hierfür gab Cameron an, dass diese Zahlung ein Ausgleich dafür gewesen sei, dass sein älterer Bruder das Familienhaus in Peasemore geerbt habe. Spekulationen kamen auf, dass damit möglicherweise die Zahlung von zusätzlicher Erbschaftssteuer vermieden worden sei; Steuerexperten äußerten aber, dass dieses Urteil ohne Kenntnis der Details nicht gerechtfertigt sei und dass beispielsweise das Geschenk auch aus dem Privatvermögen von Camerons Mutter erfolgt sein könne.

### Rückzug aus der aktiven Politik und danach
Am 12. September 2016 trat Cameron als Abgeordneter für den Wahlkreis Witney zurück. Als früherer Premierminister werde er nicht als einfacher Hinterbänkler im Unterhaus wahrgenommen. Er unterstütze zwar grundsätzlich voll die Politik seiner Amtsnachfolgerin Theresa May, wäre aber in den Angelegenheiten, in denen er eine andere Meinung vertrete, für die Regierung „eine ständige Ablenkung“ („a big distraction and a big diversion“), was er nicht sein wolle. Er wurde zum Steward and Bailiff of the Manor of Northstead ernannt und verlor auf diese Weise seinen Sitz im Unterhaus. Sein Nachfolger Robert Courts verteidigte den Wahlkreis Witney für die Conservative Party, jedoch bei deutlich reduzierter Mehrheit.
Am 16. Januar 2019 sagte Cameron in einem kurzen Interview mit der BBC, er bedaure es nicht, „das Referendum zum EU-Austritt veranlasst“ zu haben. Dies sei ein Wahlversprechen gewesen und alle Parteien hätten sich dafür ausgesprochen. Er bedaure aber sehr den Ausgang des Referendums und die Schwierigkeiten, die die Regierung bei dessen Umsetzung habe.
Im Februar 2020 lehnte Cameron ein Angebot von Premierminister Boris Johnson ab, im November 2020 die UN-Klimakonferenz in Glasgow 2020 als britischer Repräsentant zu leiten.

### Memoiren 2019
Am 15. September 2019 wurden erste Auszüge aus Camerons Memoiren in der Sunday Times veröffentlicht. In diesen Auszügen rechnete Cameron besonders mit einigen seiner ehemaligen politischen Weggefährten und Freunden ab. Dies war zum einen der amtierende Premierminister Boris Johnson, zum anderen Vize-Premierminister Michael Gove, mit dem Cameron jahrelang eng befreundet war. Beide seien „Botschafter für das Zeitalter des Populismus, das mit der Negierung von Expertenmeinungen und Verzerrung der Wahrheit“ einhergehe. Johnson, so Cameron, habe sich der Brexit-Kampagne ausschließlich aus persönlichen Karrieregründen und nicht aus innerer Überzeugung angeschlossen. Angesichts der vielen patriotisch-romantischen Bilder, die durch die Vertreter der Leave-Kampagne bemüht worden seien (Rückgewinnung der Unabhängigkeit Großbritanniens) habe Johnson die Vorstellung nicht ertragen, dass jemand anders als er, gewissermaßen als Liebling der Konservativen Partei, das Vereinigte Königreich aus der EU führen könnte. Johnson glaubte aber nicht an den Erfolg der Leave-Kampagne oder an den Brexit, sondern habe ihm gegenüber sogar ein zweites Referendum vorgeschlagen. Bei Michael Gove habe ihn [Cameron] vor allem dessen Illoyalität schockiert. Gove, den Cameron als „überschäumenden Faragisten“ bezeichnete, habe sich nicht nur illoyal ihm gegenüber verhalten, sondern später auch gegenüber Johnson, indem er selbst nach dem Amt des Premierministers strebte. Seinen Rücktritt erklärte Cameron als unabwendbar aufgrund des verlorenen Referendums; da er zuvor für einen Verbleib geworben hatte und die EU weitere Konzessionen nicht machen wollte, sei es für ihn unausweichlich gewesen zurückzutreten und einem Parteifreund das Amt zu überlassen, der Großbritannien aus der EU herausführe.

### Außenminister
Am 13. November 2023 kehrte er in die aktive Politik zurück und wurde Außenminister im Kabinett Sunak. Da er keinen Sitz im Unterhaus hatte, wurde er mit Letters Patent vom 17. November 2023 als Baron Cameron of Chipping Norton, of Chipping Norton in the County of Oxfordshire, zum Life Peer erhoben und erhielt so einen Sitz im Oberhaus, in das er am 20. November eingeführt wurde.
Cameron erklärte noch am Tag seiner Ernennung, dass er von allen geschäftlichen und wohltätigen Ämtern, auch von dem des Präsidenten der Alzheimer’s Research UK, zurückgetreten sei.
Parteifreunde wie der frühere Parteiführer Iain Duncan Smith und der Unterhausabgeordnete Tim Loughton, die von der Volksrepublik China wegen ihrer kritischen Haltung sanktioniert sind, kritisierten Camerons Nähe zur Führung in Peking und forderten ihn auf, eine „realistischere Position“ in Fragen der Menschenrechte und der Initiative Neue Seidenstraße einzunehmen. Cameron sei „das lächelnde Gesicht chinesischer Interessen im Indopazifik“. Er hatte im September 2023 an einer bedeutenden Investorenkonferenz im Nahen Osten teilgenommen, bei der es um Werbung für das Colombo Port City Projekt ging. Bei dem von Peking initiierten und überwiegend finanzierten Hafenausbauplan geht es darum, Singapur und Dubai Konkurrenz zu machen.
Seine erste Auslandsreise führte ihn am 16. November 2023 nach Kiew, Ukraine, wo er vom ukrainischem Präsidenten Wolodymyr Selenskyj empfangen wurde.

## Werke
- David Cameron: For the Record. William Collins, London 2019, ISBN 978-1-78517-659-3.